# Daniela Ramírez
Daniela Elizabeth Ramírez Rodríguez (Maipú, 11 de janeiro de 1987) é uma atriz chilena. Ela estrelou a série Los archivos del cardenal, pela qual ganhou o Prêmio Altazor de melhor atriz de televisão, e também atuou como Isabel Allende na minissérie biográfica Isabel.